# Чемпіонат Швейцарії з хокею 2004
Чемпіонат Швейцарії з хокею 2004 — 93-й чемпіонат Швейцарії з хокею (Національна ліга А). Чемпіоном став СК «Берн» (11 титул).

## Регламент
За регламентом чемпіонат проходив у два етапи, на першому етапі команди грали в чотири кола. На другому етапі вісімка найкращих клубів в плей-оф розіграли звання чемпіону Швейцарії.
Інші п'ять команд у втішному раунді визначили команди, яка вилітає до НЛБ, а ще одна грає перехідні матчі проти чемпіона другого дивізіону.

## Кваліфікація

### Підсумкова таблиця
| М   | Команда               | І  | Пер | Н | Пор | Шайби     | О  |
| --- | --------------------- | -- | --- | - | --- | --------- | -- |
| 1.  | ХК «Лугано»           | 48 | 35  | 4 | 9   | 196 : 127 | 74 |
| 2.  | СК «Берн»             | 48 | 31  | 5 | 12  | 176 : 113 | 67 |
| 3.  | «Серветт-Женева»      | 48 | 26  | 6 | 16  | 148 : 123 | 58 |
| 4.  | «Давос»               | 48 | 24  | 7 | 17  | 166 : 132 | 55 |
| 5.  | ЦСК Лайонс            | 48 | 25  | 4 | 19  | 140 : 121 | 54 |
| 6.  | ХК «Амбрі-Піотта»     | 48 | 22  | 6 | 20  | 153 : 141 | 50 |
| 7.  | «Цуг»                 | 48 | 21  | 5 | 22  | 117 : 147 | 47 |
| 8.  | ХК «Фрібур-Готтерон»  | 48 | 22  | 3 | 23  | 152 : 135 | 47 |
| 9.  | «Клотен Флаєрс»       | 48 | 22  | 3 | 23  | 151 : 131 | 47 |
| 10. | СК «Рапперсвіль-Йона» | 48 | 16  | 5 | 27  | 136 : 163 | 37 |
| 11. | ХК «Лозанна»          | 48 | 15  | 3 | 30  | 116 : 171 | 33 |
| 12. | Лангнау Тайгерс       | 48 | 13  | 6 | 29  | 119 : 175 | 32 |
| 13. | «Базель»              | 48 | 9   | 5 | 34  | 116 : 207 | 23 |

## Плей-оф

### Чвертьфінали
- ХК «Лугано» — ХК «Фрібур-Готтерон» 4:0 (7:2, 4:2, 2:1, 6:3)
- СК «Берн» — «Цуг» 4:1 (4:1, 2:5, 5:2, 2:1, 5:2)
- «Серветт-Женева» — ХК «Амбрі-Піотта» 4:3 (4:2, 2:1, 1:3, 2:4, 4:1, 2:3, 2:0)
- ЦСК Лайонс — «Давос» 4:2 (3:1, 0:1, 2:3, 4:3, 2:0, 2:1)

### Півфінали
- ХК «Лугано» — ЦСК Лайонс 4:3 (5:1, 2:5, 2:3, 1:2, 4:0, 4:3, 4:2)
- СК «Берн» — «Серветт-Женева» 4:1 (4:2, 4:1, 5:3, 1:3, 2:1)

### Фінал
- СК «Берн» — ХК «Лугано» 3:2 (3:1, 2:0, 1:5, 3:4, 4:3 ОТ)

## Плей-оф (втішний раунд)

### Підсумкова таблиця
| М  | Команда               | І  | Пер | Н | Пор | Шайби     | О  |
| -- | --------------------- | -- | --- | - | --- | --------- | -- |
| 1. | «Клотен Флаєрс»       | 56 | 25  | 3 | 28  | 187 : 164 | 53 |
| 2. | СК «Рапперсвіль-Йона» | 56 | 20  | 5 | 31  | 158 : 182 | 45 |
| 3. | Лангнау Тайгерс       | 56 | 19  | 6 | 31  | 153 : 204 | 44 |
| 4. | ХК «Лозанна»          | 56 | 17  | 3 | 36  | 132 : 195 | 37 |
| 5. | «Базель»              | 56 | 14  | 5 | 37  | 138 : 232 | 33 |

### Перехідний матч
- ХК «Лозанна» — ХК «Біль» 4:0 (3:2 ОТ, 5:1, 4:3, 5:1)

ХК «Лозанна» зберіг місце в НЛА.